# SX Phoenicis-variabel
SX Phoenicis-variabeln är en pulserande variabeltyp med egenskaper som liknar Delta Scuti-stjärnorna, men som består av population II-stjärnor med spektralklass A2–F5. De återfinns liksom W Virginis-stjärnorna därför oftast i Vintergatans halo och i klotformiga stjärnhopar. Variabeltypen har kortare period, mindre amplitud och lägre metallhalt än Delta Scuti-variablerna. Perioden ligger inom intervallet 0,03–0,08 dygn eller 0,7–1,9 timmar. De har också relativt hög radialhastighet och låg luminositet med tanke på spektraltypen.

Prototypstjärnan SX Phoenicis varierar mellan visuell magnitud +6,76 och 7,53 med en period av 0,054964438 dygn eller 79,148791 minuter.

## SXPHE-variabler
Magnitud och period för några andra ljusstarka SX Phoenicis-variabler:
- HD 94033 9,46–10,26 0,060 dygn
- DY Pegasi 10,00–10,56 0,073 dygn
- CY Aquarii 10,42–11,20 0,061 dygn
- AE Ursae Majoris 10,86–11,52 0,086 dygn
- XX Cygni 11,28–12,13 0,135 dygn
- BL Camelopardalis 12,92–13,25 0,039 dygn
- BX Sculptoris 13,42–13,71 0,037 dygn